# 阿汪洛绒益西丹比结存
阿汪洛绒益西丹比结存（1838年—？）藏族，理塘火竹仲堆人，第一世香根活佛。

## 生平
阿汪洛绒益西丹比结存于清朝道光十八年（1838年）生于理塘火竹仲堆。早年，他和甘孜孔萨土司的幼子以及乾宁的克珠嘉措成为十世达赖喇嘛的转世灵童候选人，经过金瓶掣签后，克珠嘉措成为转世灵童，而他和孔萨土司的幼子落选，所以回到家乡成为了地方寺院的活佛。阿汪洛绒益西丹比结存成为理塘寺的活佛。自他开始转世的活佛系统为香根活佛。
因为理塘寺是三世达赖喇嘛创建，也是七世达赖喇嘛出家的寺院，故历来同西藏噶厦关系密切。1908年，十三世达赖喇嘛曾封理塘寺的阿汪洛绒益西丹比结存为“康南最高活佛”，这使阿汪洛绒益西丹比结存更加积极推行“亲藏远汉”的方针，即靠拢西藏噶厦，疏远清朝中央和地方政府。但该方针在实践中遭到很大困难。后来，宣统三年（1911年），驻藏大臣联豫咨代理川滇边务大臣傅嵩休称，“据加木呼图克图禀称，今有理塘喇嘛寺前系达赖所管，因路途遥远故而达赖数年未管，地方归边务汉官所管。”宣统三年四月九日（1911年），赵尔丰、傅华峰自巴塘抵达甘孜，在今甘孜青柯普底召开了民众大会，公开收缴了孔萨土司和麻书土司的印信号纸，革除了香根呼图克图名号，并且设立了类似县一级的甘孜委员。